# یواخیم کورتن
یواخیم کورتن (انگلیسی: Joachim Kurtén; ۱ ژانویهٔ ۱۸۳۶ – ۱ ژانویهٔ ۱۸۹۹) سیاستمدار اهل دوک‌نشین بزرگ فنلاند بود. او در کرونوبی در خانواده کاپیتان دریایی هنریک کورتن متولد شد. در سال ۱۸۴۱ خانواده به واسا نقل مکان کردند و او در سن ۱۷ سالگی امتحانات نهایی دبیرستان خود را به پایان رساند. او در یک کالج بازرگانی در تورکو تحصیل کرد و پس از آن به عنوان منشی برای تاجر آگوست الکساندر لوون در واسا مشغول به کار شد. در سال ۱۸۶۱ او شریک تجاری لوون شد.

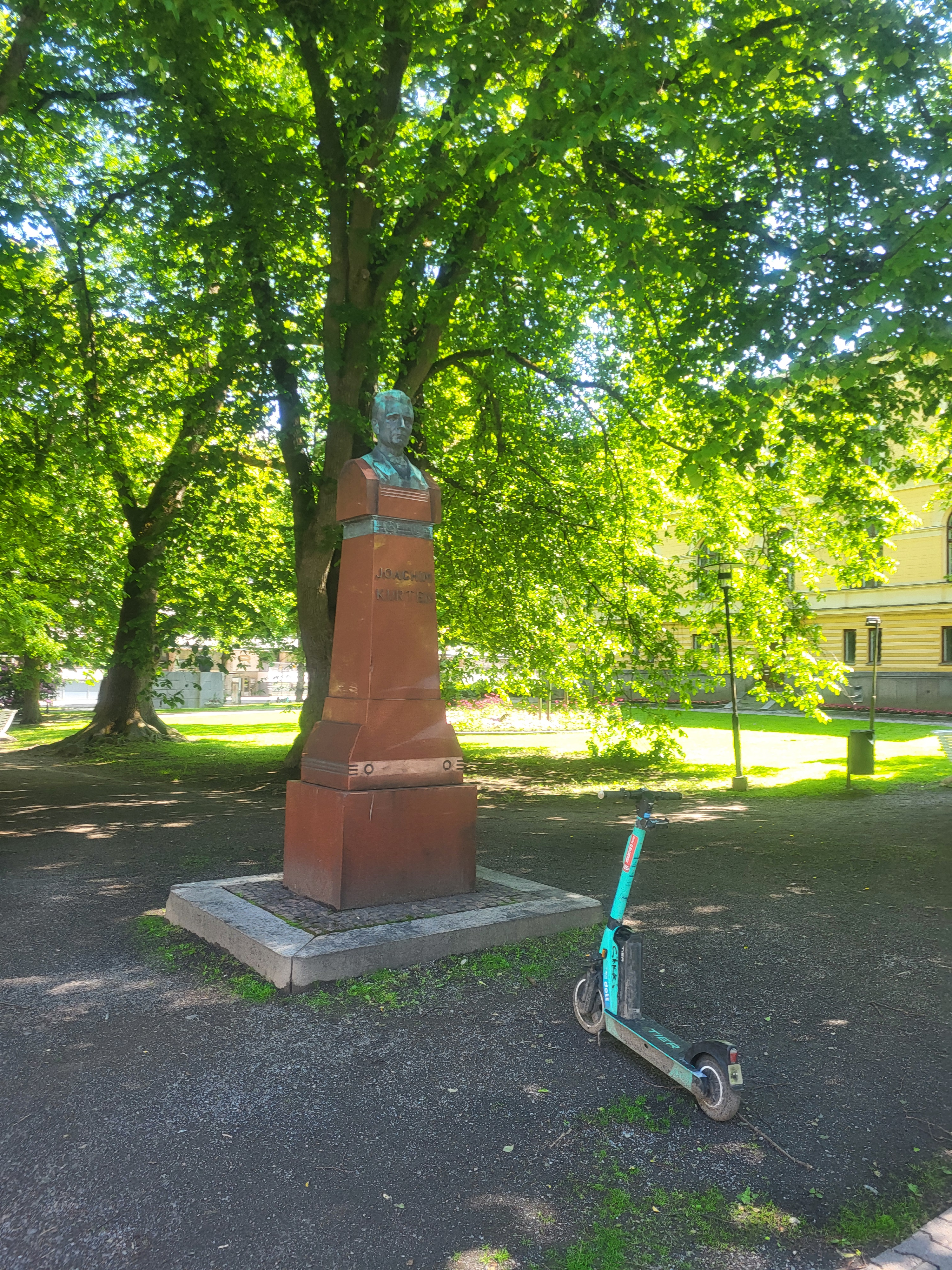
سردیس یواخیم کورتن در مرکز شهر واسا فنلاند